# Zoë Kravitz
Zoë Isabella Kravitz, född 1 december 1988 i Los Angeles, Kalifornien, är en amerikansk skådespelerska, sångerska och modell. Hon är dotter till Lisa Bonet och Lenny Kravitz.
Hon har bland annat medverkat i filmen Kärlek på menyn, vilken var hennes debutfilm, och i The Brave One med Jodie Foster, båda från 2007. Kravitz spelar även rollen som Pearl i fjärde säsongen av tv-serien Californication, och har en roll i filmen X-Men: First Class.
Kravitz spelar även Catwoman i filmen The Batman, som hade premiär i mars 2022.
I juni 2019 gifte sig i Kravitz med Karl Glusman. I december 2020 ansökte Kravitz om skilsmässa från Glusman. Den fastställdes i augusti 2021.

## Filmografi i urval
- 2007 – Kärlek på menyn
- 2007 – The Brave One
- 2008 – Assassination of a High School President
- 2008 – Birds of America
- 2009 – The Greatest
- 2010 – Twelve
- 2010 – Beware the Gonzo
- 2010 – It's Kind of a Funny Story
- 2011 – Californication (TV-serie)
- 2011 – Yelling to the Sky
- 2011 – X-Men: First Class
- 2013 – After Earth
- 2014 – Divergent
- 2014 – Good Kill
- 2015 – Insurgent
- 2015 – Mad Max: Fury Road
- 2016 – Allegiant
- 2017 – Big Little Lies (TV-serie)
- 2017 – Rough Night
- 2018 – Spider-Man: Into the Spider-Verse (röst)
- 2018 – Fantastiska vidunder: Grindelwalds brott
- 2022 – Kimi
- 2022 – The Batman
- 2025 – Caught Stealing